# 穴水駅
穴水駅（あなみずえき）は、石川県鳳珠郡穴水町字大町にある、のと鉄道七尾線の駅で、同線の終着駅である。

## 概要
穴水町の代表駅で、以前は七尾線から能登線が分かれる分岐駅でもあった。
「まいもんの里駅」という愛称（副駅名）が設定されている（「まいもん」とは、能登弁で「おいしいもの」の意）。
かつては当駅から輪島（七尾線の一部）・蛸島（能登線）の二方面へ路線が分岐していたが、前者は2001年（平成13年）、後者は2005年（平成17年）にそれぞれ廃止され、当駅は七尾線の終着駅となった。なお、終着駅となった後も北へ400mほど線路が残されており、運転体験会などで使用されている。
のと鉄道が能登線の営業を引き継いで開業した当初、後にのと鉄道七尾線となる路線は西日本旅客鉄道（JR西日本）が引き続き営業を行っており、当駅もJR西日本の管轄だった。そのため、のと鉄道の駅は「のと穴水駅」としてJR西日本のものとは分けられ、独自にログハウス調の駅舎も有していたが、七尾線の運営移管に伴い両者は統合され、駅名も「穴水駅」に戻った。その後、旧のと穴水駅の駅舎には、のと鉄道の本社が入居している（能登線廃止に伴い宇出津から移転）。旧コンコース部分にはテナントとして使用されなかった部分が残されており、跨線橋と合わせて冬期間に開設される牡蠣料理店「穴水駅ホーム あつあつ亭」として利用されている。2015年3月には駅舎に隣接する場所に物産館「四季彩々」が開業し、それにあわせて駅舎外観の塗装変更などのリニューアルが行われている。「四季彩々」では能登地方の土産物やのと鉄道オリジナルグッズの販売のほか、そば・うどん類の軽食店も併設されている。
車両基地・工場を有し、夜間滞泊も設定されている。この車両基地は七尾線の経営移管時に設けられたものである。

## 歴史
- 1932年（昭和7年）8月27日：鉄道省（国有鉄道）七尾線の能登中島駅 - 当駅間開通に伴い開業する（一般駅）[1][2][10]。
- 1935年（昭和10年）7月30日：七尾線の当駅 - 輪島駅間が延伸し開業する[10]。
- 1959年（昭和34年）6月15日：能登線の当駅 - 鵜川駅間が部分開業する[10][11]。
- 1984年（昭和59年）
  - 2月1日：貨物の取扱を廃止し旅客駅となる[2]。
  - 12月：現駅舎が竣工する[12]。
- 1985年（昭和60年）3月14日：荷物扱い廃止[2]。
- 1987年（昭和62年）4月1日：国鉄分割民営化により西日本旅客鉄道（JR西日本）の駅となる[2][11]。
- 1988年（昭和63年）3月25日：能登線が第三セクターとしてのと鉄道に転換する。能登線の駅がのと穴水駅に改称[10][11]。
- 1991年（平成3年）9月1日：七尾線七尾駅 - 輪島駅間がのと鉄道に転換する。これに伴い、「のと穴水駅」を廃止し七尾線と能登線の駅が統合される[10][11]。
- 2001年（平成13年）4月1日：七尾線の当駅 - 輪島駅間が廃止される[10]。
- 2005年（平成17年）4月1日：能登線が廃止される[10]。
- 2015年（平成27年）3月1日：物産館「四季彩々」が開業。

## 駅構造
単式・島式・切欠きホーム2面4線を持つ地上駅だが、便数削減や七尾線部分廃止、能登線廃止で用途がなくなったため駅舎側の1番線のみで客の乗り降りを行っている。2・3番線は車庫関連で使われており、原則として乗り降りには使われていない。
頭端式ホームの0番線は七尾線の経営移管時まで「のと穴水駅」のホームとして使われていたホームで、穴水駅の統合後は当駅始発の下り列車が使用していたが、能登線廃止のため事実上使用不能となり、その後、かつてのと鉄道で走っていたNT100形気動車とNT800形気動車がそれぞれ留置されている。輪島・蛸島方面への路線があった当時は、原則として1番線を七尾方面行き、2番線を能登線方面行き、3番線を輪島行きとしていた。
直営駅で、みどりの窓口・自動券売機が設置されている。

### のりば
| ホーム | 路線                             | 行先                             |
| ------ | -------------------------------- | -------------------------------- |
| 0      | （保存車展示用）                 | （保存車展示用）                 |
| 1      | ■のと鉄道七尾線                  | 和倉温泉・七尾方面               |
| 2・3   | （回送列車の待機、臨時列車のみ） | （回送列車の待機、臨時列車のみ） |

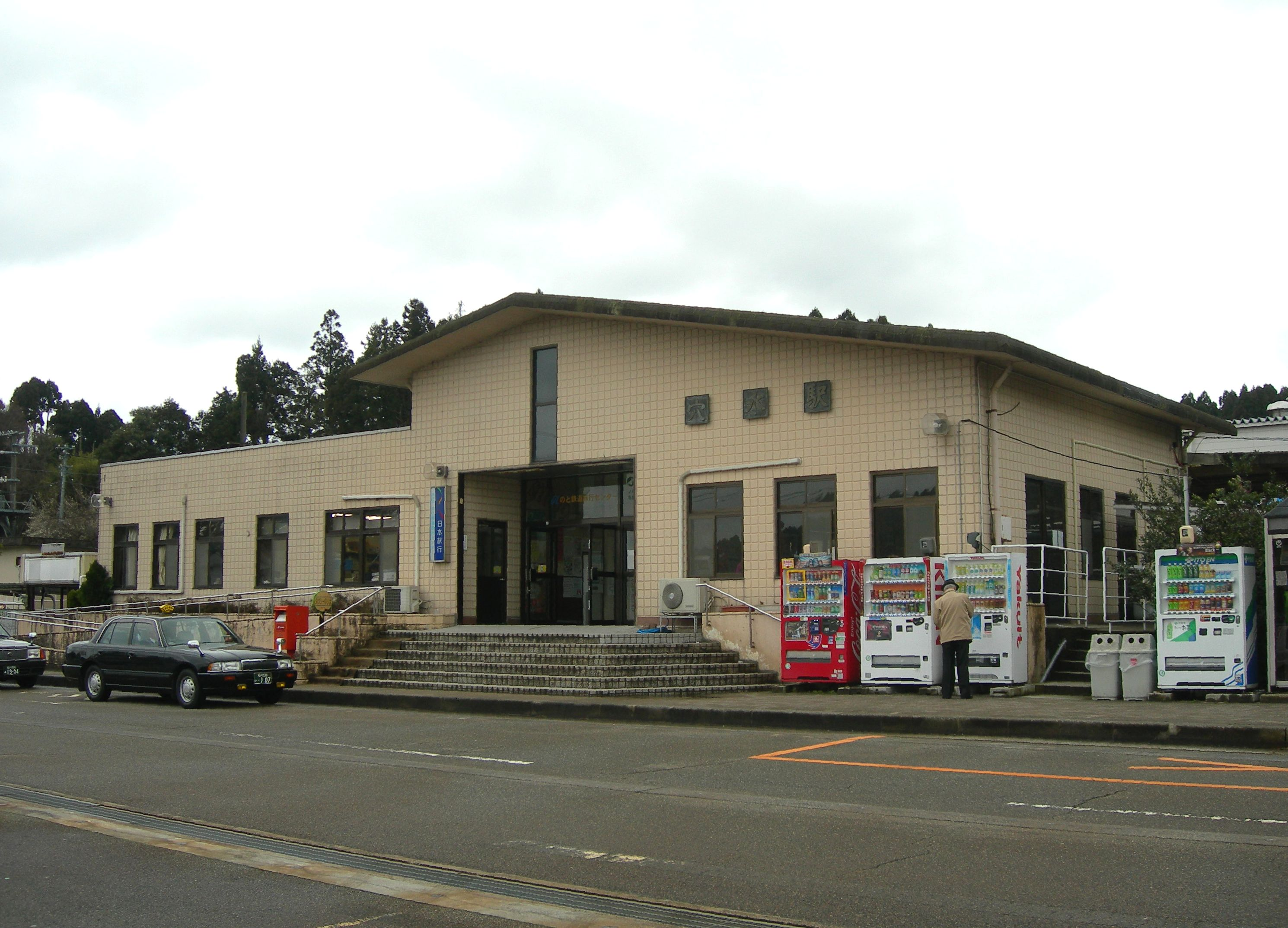
リニューアル前の駅舎
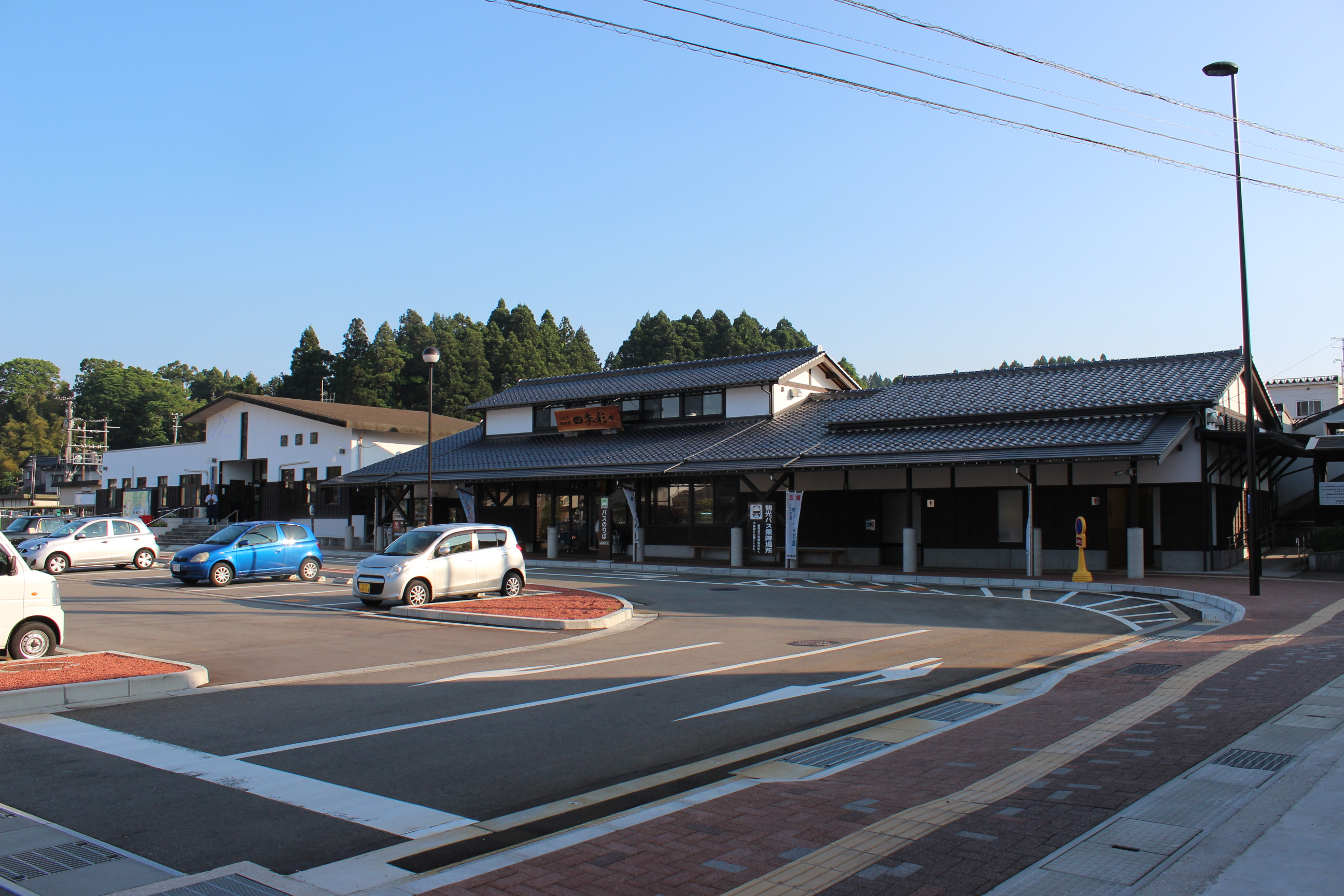
物産館「四季彩々」
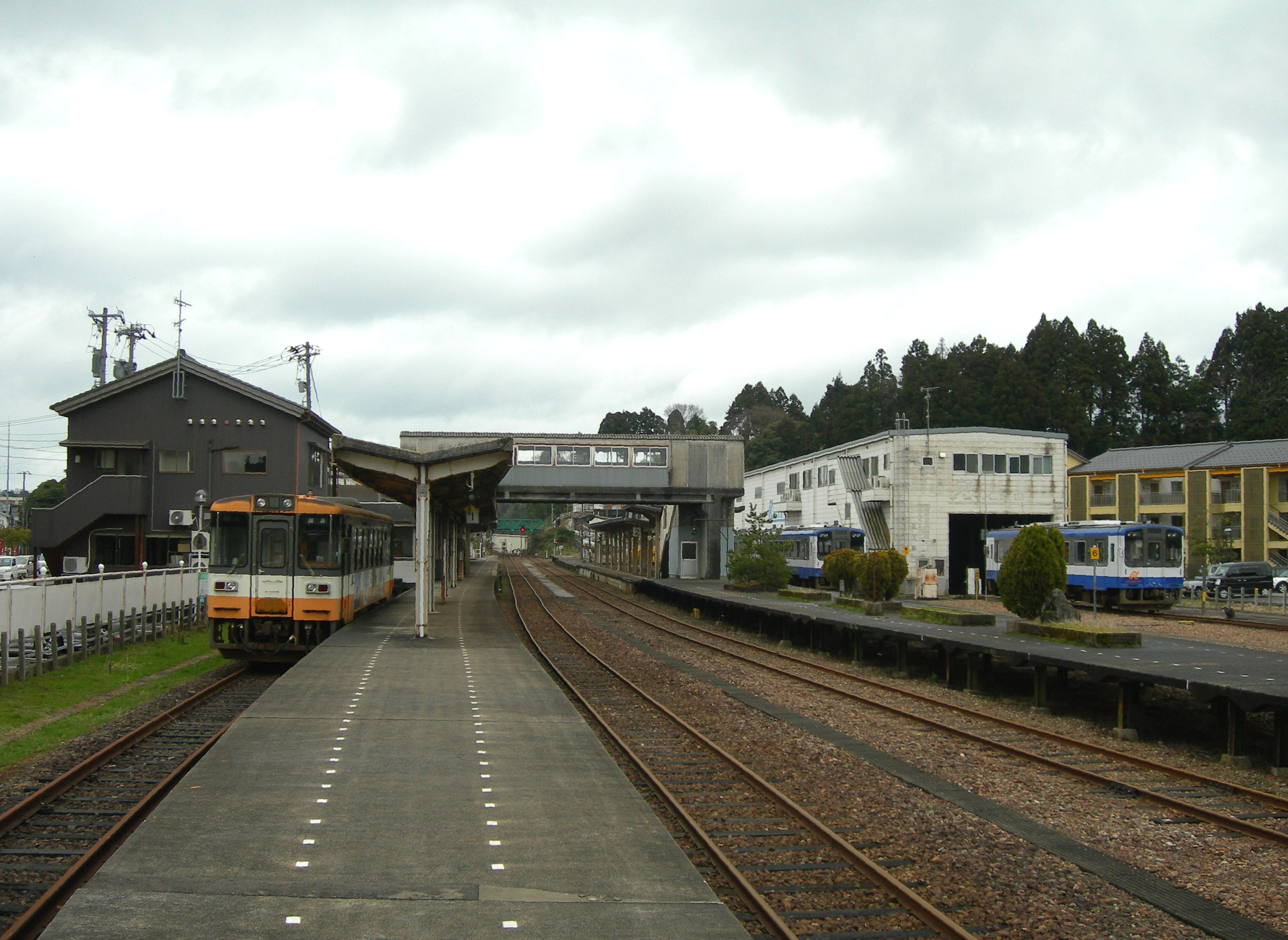
ホーム全景
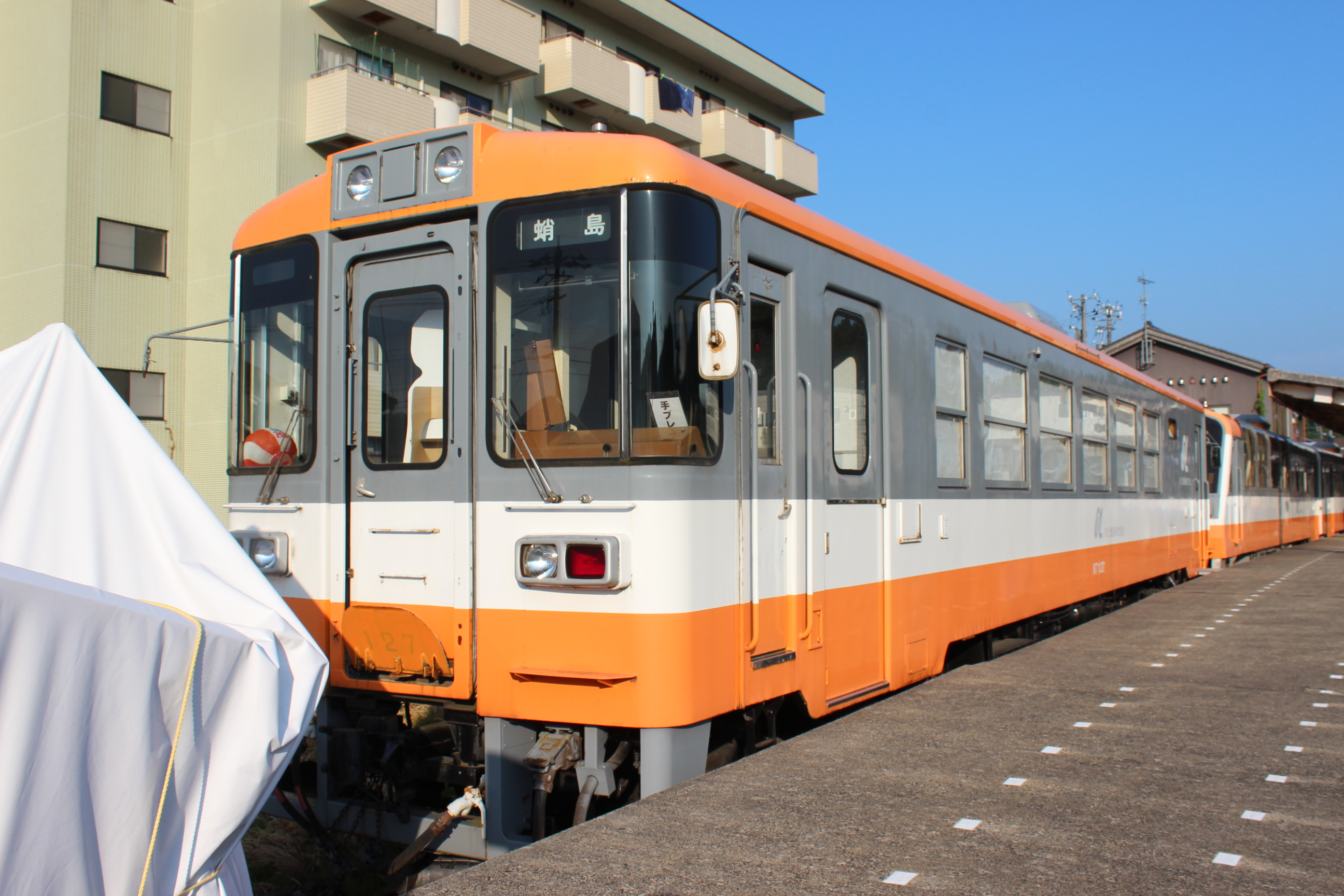
0番線に留置されているNT100形
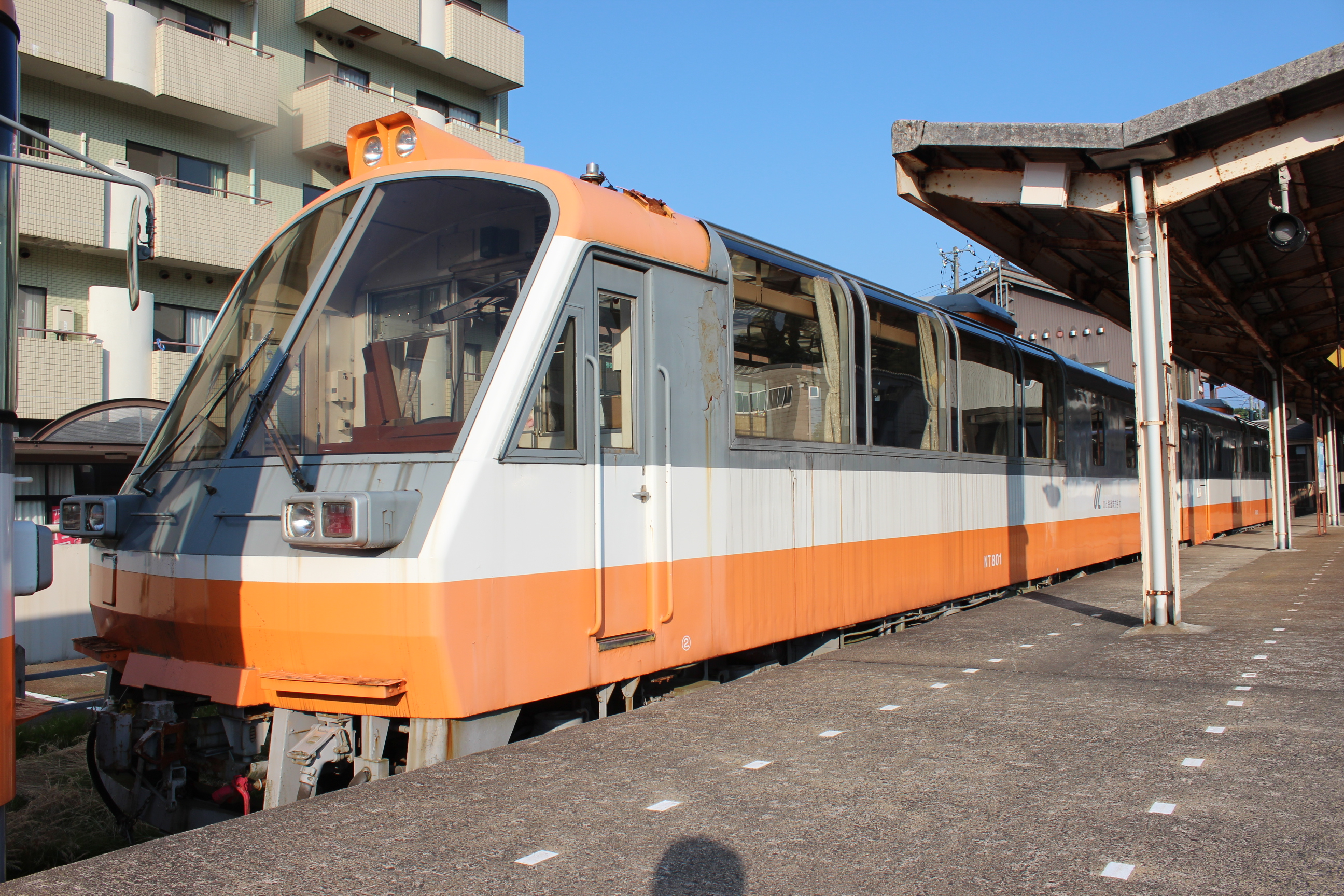
0番線に留置されているNT800形
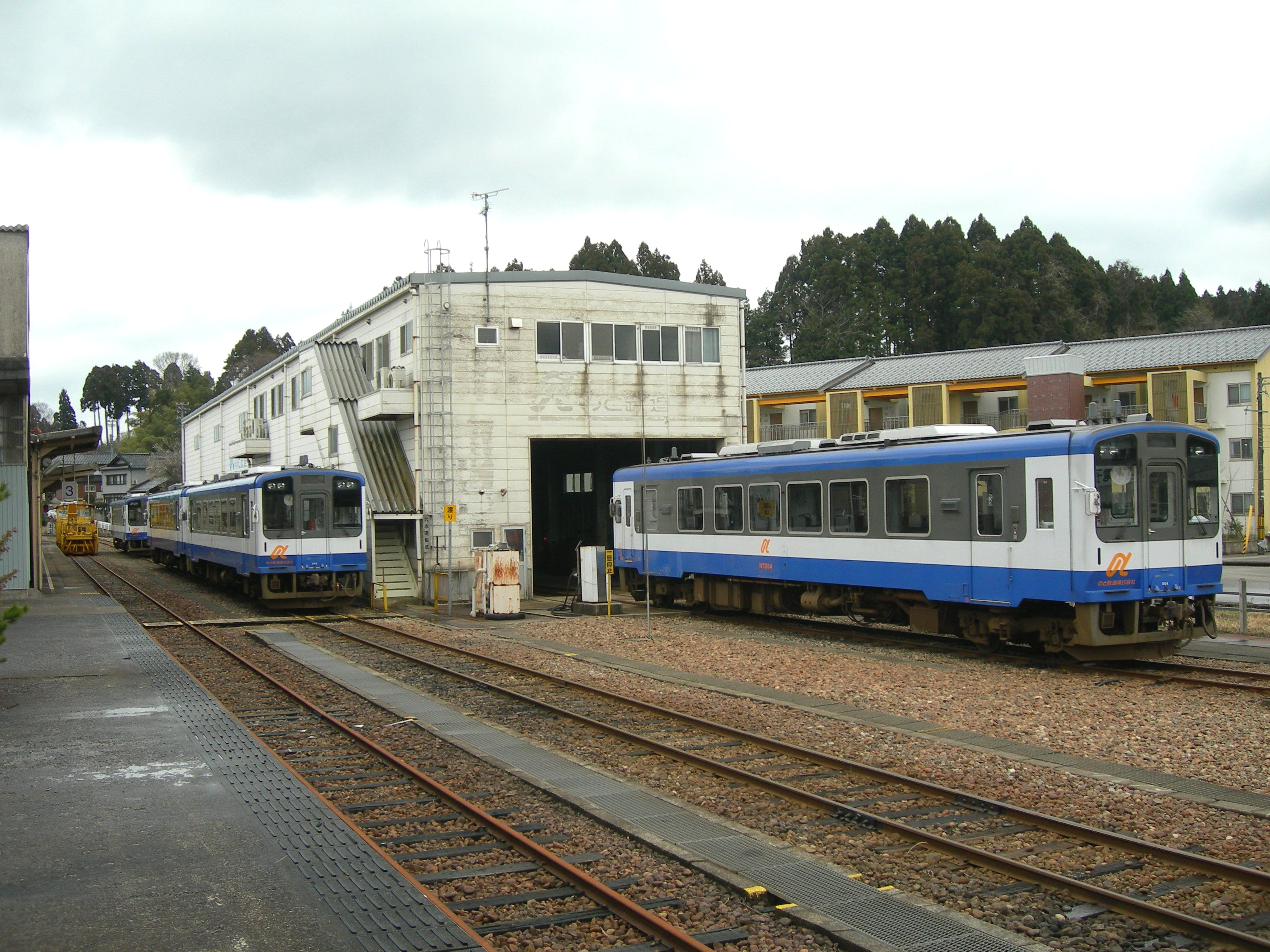
駅に併設される車両基地
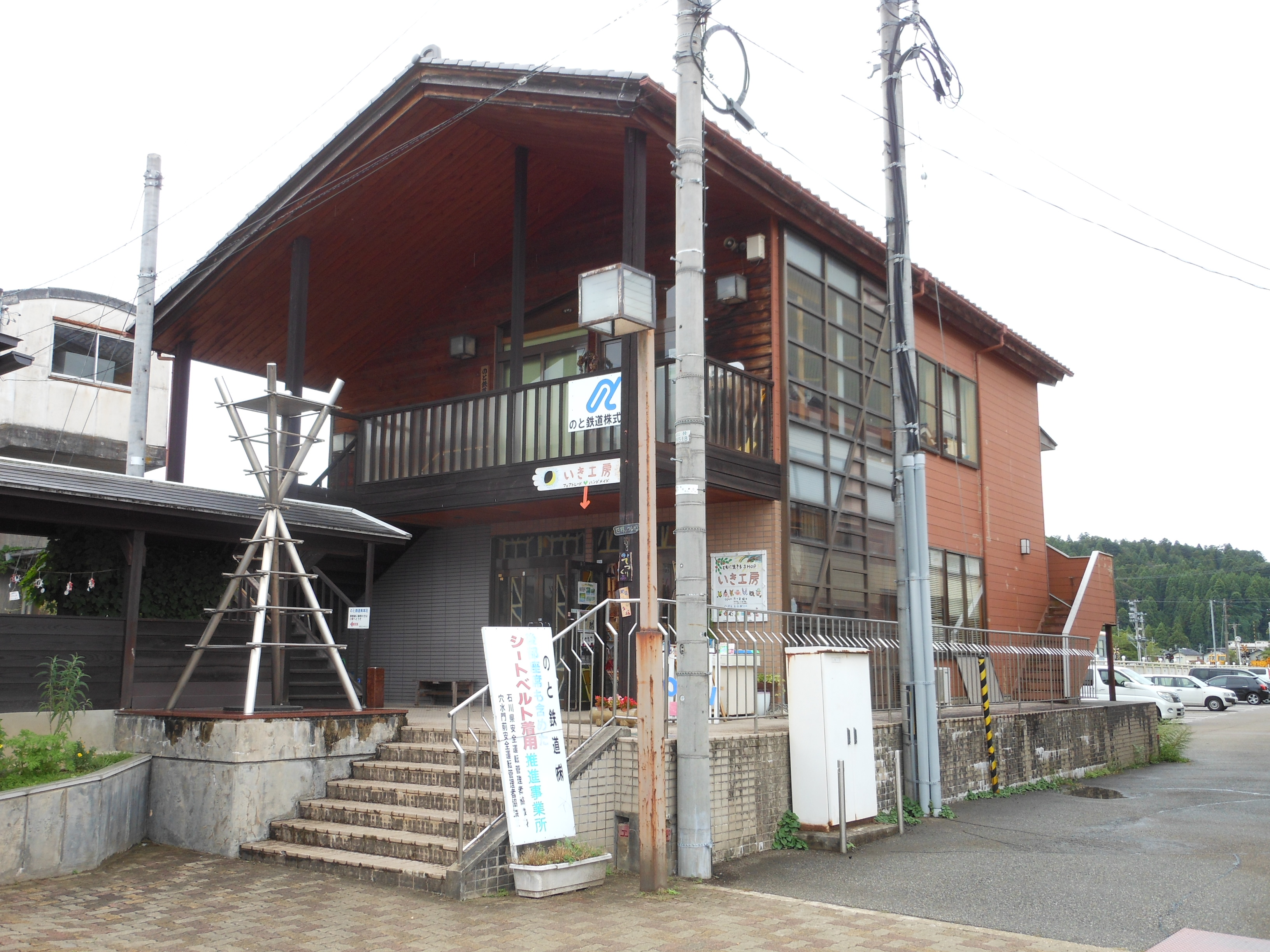
のと鉄道本社（かつて「のと穴水駅」駅舎として使用）

## 利用状況
2019年（令和元年）度の1日平均乗車人員は113人である。
「石川県統計書」によると、近年の1日平均乗車人員の推移は以下の通りである。
| 年度   | 1日平均 乗車人員 |
| ------ | ---------------- |
| 1996年 | 900              |
| 1997年 | 702              |
| 1998年 | 667              |
| 1999年 | 647              |
| 2000年 | 615              |
| 2001年 | 504              |
| 2002年 | 398              |
| 2003年 | 367              |
| 2004年 | 359              |
| 2005年 | 192              |
| 2006年 | 173              |
| 2007年 | 188              |
| 2008年 | 185              |
| 2009年 | 192              |
| 2010年 | 174              |
| 2011年 | 145              |
| 2012年 | 135              |
| 2013年 | 125              |
| 2014年 | 97               |
| 2015年 | 135              |
| 2016年 | 130              |
| 2017年 | 107              |
| 2018年 | 119              |
| 2019年 | 113              |

## 駅周辺
近辺は穴水町の中心部に位置している。
- 道の駅あなみず
- 穴水町役場
- 穴水町 さわやか交流館プルート（児童館）
- 穴水町立図書館
- 穴水町B&G海洋センター
- 公立穴水総合病院
- 輪島警察署穴水庁舎
- 穴水大宮
- 穴水町立穴水中学校
- 穴水町立穴水小学校
- 穴水郵便局
- 国道249号
- 石川県道1号七尾輪島線
- 石川県道50号穴水剱地線
- 石川県道113号穴水港穴水停車場線
- 石川県道262号大町穴水停車場線

## バス路線
2005年（平成17年）から、廃線となった能登線と七尾線の一部（輪島線）を代替するバスが北鉄奥能登バスにより運行を開始している。
かつては駅前から奥能登をめぐる定期観光バスに乗車することができたが、後に駅前を経由しなくなった。
穴水駅前
- 珠洲特急・珠洲宇出津特急：すずなり館前行き / 金沢駅西口行き
- 穴水輪島線：能登空港・輪島駅前 行き / 塚田 行き / 穴水総合病院口 行き
- 唐川線：上唐川 行き
- 穴水線：門前 行き / 穴水総合病院 行き
- 大田原線：樟谷・鵜川駅前 行き / 穴水総合病院 行き
- 鹿島線：能登鹿島・曽福 行き / 穴水総合病院 行き
- 穴水珠洲 (A/B/C) 線：松波城址公園口・鵜飼駅前・飯田高校下・珠洲市総合病院前・珠洲鉢ヶ崎 行き / 穴水総合病院 行き
- 穴水宇出津 (A/B/C) 線：鵜川駅前・宇出津駅前 行き / 穴水総合病院 行き
- 穴水東部線：岩車・鹿波・兜診療所前・立戸の浜・前波南・竹太 行き / 穴水総合病院 行き
- 高校線：穴水駅前 - 穴水高校 - 穴水駅前
- 穴水町無料観光バス「ローエル号」 - 中居鋳物館・能登ワイン・能登大仏経由 穴水駅前 行き（1日2便・5～10月の日曜に運行）

## 隣の駅
のと鉄道
■七尾線
能登鹿島駅 - 穴水駅

### かつて存在した路線
のと鉄道
七尾線
穴水駅 - 能登三井駅
能登線
穴水駅 - 中居駅